# Emoia aneityumensis
Emoia aneityumensis — вид сцинкоподібних ящірок родини сцинкових (Scincidae). Ендемік Вануату.

## Поширення і екологія
Emoia aneityumensis є ендеміками острова Анейтьюм на півдні архіпелагу Нових Гебридів. Вони живуть в сухих прибережних і вологих гірських тропічних лісах, на висоті до 300 м над рівнем моря. Уникають садів і людських поселень. Відкладають яйця, в кладці від 4 до 5 яєць.

## Збереження
МСОП класифікує цей вид як такий, що перебуває під загрозою зникнення. Emoia aneityumensis загрожує знищення природного середовища.